# 1. světový festival mládeže a studentstva
1. světový festival mládeže a studentstva se konal v roce 1947 v Praze, hlavním městě tehdejšího Československa. Účastnilo se jej 17 000 mladých lidí z 71 zemí.
Světová federace demokratické mládeže se rozhodla oslavit svůj první festival v Praze, kde se v říjnu a listopadu 1939 tisíce mladých Čechů připojilo k demonstracím proti okupaci země ze strany nacistického Německa. Protesty vyvolaly vlnu represí, která zahrnovala uzavření všech vyšších škol, zatčení více než 1850 studentů, a internaci 1200 lidí v nacistických koncentračních táborech. Světová federace demokratické mládeže (WFYS) také vzdala hold českým městům: Lidice a Ležáky, které byly vyhlazeny v reakci na atentát na německého místodržícího Reinharda Heydricha.
Festival byl oficiálně zahájen před 17 000 lidmi na Strahovském stadionu odpoledne 25. července 1947. Byla vztyčena modrá vlajka se znakem Světové federace demokratické mládeže, a poprvé zazněla „Píseň demokratické mládeže“, složená Anatolijem Novikovem s texty Lva Ošanina. Později byla píseň přeložena do mnoha světových jazyků jako „Hymna Demokratické mládeže“.
Šlo o nejdelší festival v historii Světových festivalů mládeže a studentstva, trval téměř čtyři týdny. Mezi sportovními událostmi byla i atletická soutěž.
Mottem festivalu bylo: „Mladí spojme se, kupředu za trvalý mír!“